# Torcuil Crichton
Torcuil Crichton, né en décembre 1964, est un homme politique du Parti travailliste écossais qui est député de Na h-Eileanan an Iar depuis 2024. Il a précédemment travaillé comme journaliste et animateur de radio en gaélique.

## Carrière
Crichton est né en décembre 1964. Il est originaire de Swordale à Point, sur l'île de Lewis, où il grandit,. Il fréquente l'école primaire de Knock.
Il travaille comme journaliste au West Highland Free Press, puis au Daily Record pendant 12 ans, quittant son poste de rédacteur en chef de Westminster en 2022. Il travaille aussi pour le Herald et le Sunday Herald, ainsi que pour la BBC pour laquelle il réalise un documentaire télévisé en gaélique, diffusé sur BBC Alba, sur le voyage de la mère de Donald Trump, Mary Anne MacLeod de l'île de Lewis à l'Amérique,.
Il co-écrit la série télévisée gaélique Eilbheas qui est diffusée pour la première fois sur BBC Alba en 2008 et reçoit une nomination aux Bafta Écosse,. Il écrit également un roman pour adolescents, Fo Bhruid, une adaptation gaélique moderne de Kidnapped de Robert Louis Stevenson.
Avec Malcolm Maclean, il conçoit une installation artistique temporaire, Sheòl nan Iolaire, en mémoire du 100e anniversaire du naufrage du HMY Iolaire, qui entraîne la perte de 201 hommes, le 1er janvier 1919,,.
Il est sélectionné comme candidat parlementaire travailliste en janvier 2023 et élu aux élections générales de 2024.

## Famille
Il a un frère, Donald, qui se présente comme candidat travailliste pour Na h-Eileanan an Iar aux élections parlementaires écossaises de 2011, arrivant deuxième derrière Alasdair Allan.